# Ayios Nikolaos Station
Pour les articles homonymes, voir Agios Nikolaos.
Ayios Nikolaos Station (également orthographié Agios Nikolaos; grec moderne: Άγιος Νικόλαος, littéralement : « Saint-Nicolas ») est une station militaire britannique située dans la zone de souveraineté britannique de Dhekelia, à Chypre. C'est un ancien village (Áyios Nikólaos) relié par une route à la zone principale de la garnison de Dhekelia. La Joint Service Signal Unit (Cyprus) (JSSU (Cyp)), anciennement 9th Signal Regiment et 33e unité de transmissions de la Royal Air Force, est basée à Ayios Nikolaos.
Cette unité est une station de collecte de renseignement d'origine électromagnétique gérée par les forces armées britanniques.

## Historique
La station a été créée à Ayios Nikolaos peu après la seconde guerre mondiale. En 1946, la 2e Wireless Company et le 2e Special Wireless Group ont fusionné pour devenir le 2e Wireless Regiment. En 1959, le 2e Wireless Regiment est devenu le 9e Régiment de transmissions. La JSSU (Cyp) a été créée le 1er avril 1999 à la suite de la fusion de l’unité interarmées de transmissions (Ayios Nikolaos) et d’éléments de l’unité 33 de la RAF. Il s’agit d’une organisation à trois entités, commandée par un lieutenant-colonel des Royal Corps of Signals, avec un certain nombre de sous-traitants de la Royal Air Force et de civils.
Pour l'interception de satellites, la station Ayios Nikolaos dispose d'un certain nombre d'antennes paraboliques de différentes tailles. Entre 2008 et 2011, une antenne torus a également été installée, capable de recevoir simultanément les signaux de 35 satellites au maximum.
Des documents déclassés montrent que la station est gérée par le Government Communications Headquarters (GCHQ) et les documents publiés par Edward Snowden suggèrent que la moitié du coût de fonctionnement de la station ces dernières années est financée par la NSA. Elle est devenue le plus grand site du GCHQ en dehors du Royaume-Uni.